# Talassocracia
O termo talassocracia (em grego: Θάλασσα; romaniz.: thálassa; "mar" e em grego: κρατία; romaniz.: kratía; primeiramente "força", "poder", depois ganhando o significado de "governo", resultando no latim "-cratǐa" e, por conseguinte, no português "-cracia") refere-se a um estado cujo reino, governo ou poder centraliza-se em seu contexto marítimo — como, por exemplo, o império marítimo dos minoicos e, depois, dos fenícios, com sua rede de cidades mercantes; ou, ainda, anos depois, da Atenas do século V a.C.. É válido notar que talassocracias tradicionais raramente obtêm domínio sobre as partes do interior do território onde se localizam (cf. Tiro, Sidom ou Cartago).
O termo também pode referir-se simplesmente à supremacia naval de um Estado — seja no sentido militar ou comercial da palavra.
A palavra "talassocracia", derivada dos termos gregos para "mar" e "governo", primeiro teve lugar entre os gregos da antiguidade para descrever o governo da Civilização Minoica, cujo poder dependia de sua marinha. Heródoto relatara a necessidade de contrabalancear a talassocracia fenícia por meio do desenvolvimento do "império marítimo" grego. Nisto está incluso o problema das sociedades pré-helênicas.

## Exemplos
Exemplos mais modernos incluem a República de Veneza, a República de Gênova e a República de Ragusa. Os impérios Português, Holandês e Britânico também começaram como talassocracias, depois adquirindo grandes porções de terra.
Outras talassocracias:
- Reino de Maiorca e Coroa de Aragão
- Liga Hanseática
- Império Sueco
- Império Serivijaia
- Império Majapahit
- Fenícios na Antiguidade Oriental
- Civilização Minoica

- Império de Axum